# Димитър Комнин Дука
Димитър Комнин Дука (на гръцки: Δημήτριος Κομνηνός Δούκας) е владетел на Солун от 1244 до 1246 година.

## Биография
Роден е около 1220 година. Той е вторият син на епирския деспот Теодор Комнин и Мария Петралифина, сестра на Йоан Петралифа, който е севастократор в двора на Исаак II Ангел и управител на Тесалия и Македония. В годината на неговото раждане, семейството му е заловено в плен в битката при Клокотница през 1230 година, през войната на българския цар Иван II Асен. През 1237 година сестра му Ирина Комнина е омъжена за българския цар Иван Асен II.
Баща му вече е ослепен. Димитър и брат му Йоан († 1244) придружават баща си до Солун, където от седем години управлява чичо му Мануил Комнин. Роднините свалят Мануил Комнин и поставят на негово място Йоан през 1237 година като владетел на Солун. В 1242 година той признава властта на никейския император Йоан III Дука Ватаци, а Димитър получил титлата деспот.
Баща му го поставя за владетел на Воден. Димитър Комнин Дука наследява  през 1244 година брат си Йоан като владетел на Солун. През 1246 година император Йоан III Дука Ватаци започва война с България, напада Солун, сваля Димитър Комнин и присъединява града и страната към Никейската империя. Димитър е изгонен в крепост Лентиана. Датата на смъртта му не е известна.